# Saltamontes (cóctel)
El saltamontes o en inglés, Grasshopper (/ˈgræsˌhɑpɚ/; lit. «saltacésped»), es un cóctel de crema de menta, crema de cacao y crema de leche originario de Estados Unidos, donde tradicionalmente se sirve tras la cena. El nombre de la bebida deriva de su color verde, que proviene de la crema de menta. Tiene un sabor dulce y mentolado. Un bar en el Barrio francés de Nueva Orleans, Luisiana, Tujague's, afirma que la bebida fue inventada en 1918 por su propietario, el abuelo de Cathy. La bebida ganó popularidad durante las décadas de 1950 y 1960 en todo el sur de Estados Unidos.

## Composición
Un saltamontes típico consiste en partes iguales de crema de menta, crema de cacao blanca y crema batida con hielo y colada en una copa de cóctel fría.

### Variaciones
Un saltamontes volador (Flying Grasshopper) se hace sustituyendo la crema por vodka.
Un saltamontes congelado (Frozen Grasshopper) agrega helado de menta para crear una bebida tipo postre.
Una chocolatina  Nestlé agrega una capa de chocolate negro.
En el centro norte de los Estados Unidos, especialmente Wisconsin, los saltamontes son bebidas mezcladas, con helado sustituido por crema.  Una variación relacionada es el batido de saltamonte, que contiene helado de menta con chispas de chocolate, leche y crema de menta. Esto se mezcla y se sirve en un vaso alto decorado con una galleta sándwich de chocolate y crema.
Una galleta Girl Scouts sustituye el schnapps de menta en vez de crema de menta.
Al celebrar el 85 aniversario de la merienda, Hostess Brands lanzó un libro de recetas con Twinkies. Una de las recetas se llama Twinkie Grasshopper, que es similar a un batido de leche.